# Sphaerodactylus elasmorhynchus
Espèce
Sphaerodactylus elasmorhynchus est une espèce de geckos de la famille des Sphaerodactylidae.

## Répartition
Cette espèce est endémique d'Haïti.

## Publication originale
- Thomas, 1966 : A new Hispaniolan gecko. Breviora, n. 253, p. 1-5 (texte intégral).